# Oliver Stanisic
Oliver Stanisic (10 febbraio 1994) è un calciatore svedese, difensore dell'Horsens.

## Carriera
Prodotto del settore giovanile dell'Häcken, inizia la carriera con le maglie di Torslanda IK e Qviding, rispettivamente in quarta e terza divisione.
Nel febbraio 2017 firma un accordo biennale con il Varberg in Superettan, ed il 7 maggio debutta fra i professionisti in occasione dell'incontro vinto 2-0 contro il Norrby.
Scaduto il contratto con i neroverdi, dal 2019 al 2020 rimane a giocare nel campionato di Superettan con l'ingaggio da parte dell'Örgryte. Al termine di queste due stagioni, non ottiene un rinnovo e rimane così svincolato.
Nel gennaio 2021 fa così ritorno al suo precedente club, il Varberg, che nel frattempo si era appena salvato in Allsvenskan. Il 19 aprile 2021 Stanisic esordisce nella massima divisione svedese nel match perso 3-1 contro l'Elfsborg. Nonostante il ruolo di difensore centrale, fra la terza e la quinta giornata realizza le sue prime tre reti in Allsvenskan, tra cui una decisiva al 91' minuto per la vittoria sul campo dell'Östersund. Con i neroverdi in Allsvenskan gioca più di due campionati e mezzo.
Il 30 agosto 2023, grazie a una clausola rescissoria per club stranieri presente nel suo contratto, Stanisic viene acquistato dall'Horsens, squadra della seconda serie danese da allenata da Joakim Persson il quale era stato suo allenatore al Varberg fino a qualche settimana prima.

## Statistiche

### Presenze e reti nei club
Statistiche aggiornate al 21 novembre 2021.
| Stagione        | Squadra         | Campionato      | Campionato | Campionato | Coppe nazionali | Coppe nazionali | Coppe nazionali | Coppe continentali | Coppe continentali | Coppe continentali | Altre coppe | Altre coppe | Altre coppe | Totale | Totale |
| Stagione        | Squadra         | Comp            | Pres       | Reti       | Comp            | Pres            | Reti            | Comp               | Pres               | Reti               | Comp        | Pres        | Reti        | Pres   | Reti   |
| --------------- | --------------- | --------------- | ---------- | ---------- | --------------- | --------------- | --------------- | ------------------ | ------------------ | ------------------ | ----------- | ----------- | ----------- | ------ | ------ |
| 2014            | Torslanda IK    | D2              | 18         | 1          | CS+CS           | 3+2             | 0               |                    | -                  | -                  |             | -           | -           | 23     | 1      |
| 2015            | Qviding         | D1              | 23         | 0          | CS              | 0               | 0               |                    | -                  | -                  |             | -           | -           | 23     | 0      |
| 2016            | Qviding         | D1              | 20         | 0          | CS              | 1               | 0               |                    | -                  | -                  |             | -           | -           | 21     | 0      |
| 2017            | Varberg         | S1              | 19         | 1          | CS+CS           | 3+1             | 0               |                    | -                  | -                  |             | -           | -           | 23     | 1      |
| 2018            | Varberg         | S1              | 25+1       | 1          | CS+CS           | 3+1             | 0               |                    | -                  | -                  |             | -           | -           | 30     | 1      |
| 2019            | Örgryte         | S1              | 26         | 1          | CS+CS           | 3+1             | 0               |                    | -                  | -                  |             | -           | -           | 30     | 1      |
| 2020            | Örgryte         | S1              | 16         | 0          | CS+CS           | 3+1             | 0               |                    | -                  | -                  |             | -           | -           | 16     | 0      |
| 2021            | Varberg         | A               | 25         | 5          | CS              | 0               | 0               |                    | -                  | -                  |             | -           | -           | 25     | 5      |
| Totale carriera | Totale carriera | Totale carriera | 173        | 9          |                 | 22              | 0               |                    | -                  | -                  |             | -           | -           | 195    | 9      |